# عزیزم باران باید ببارد
عزیزم باران باید ببارد (به انگلیسی: Baby the Rain Must Fall) یک فیلم درام آمریکایی سیاه‌وسفید محصول سال ۱۹۶۵ به کارگردانی رابرت مالیگن با بازی لی رمیک، استیو مک‌کوئین و دان مری است. هورتون فوت، فیلمنامه‌نویس، که فیلمنامه را نوشت، آن را بر اساس نمایشنامه خود بانوی مسافر در سال ۱۹۵۴ ساخته‌است.

## داستان
در تگزاس، زنی به همراه دختر خردسالش به شهر دیگری می‌روند، جایی که پدر غیرمسئول، تندخو و نابالغ دختر به تازگی با آزادی مشروط از زندان آزاد شده‌است.